# Embaixador
Embaixador (no feminino embaixadora, pois embaixatriz é a esposa de um embaixador), cujo título oficial completo é Embaixador Extraordinário e Plenipotenciário, é o funcionário diplomático de mais alto nível acreditado junto a Estado estrangeiro ou organização internacional, encarregado de chefiar a missão diplomática de seu país que ostente a classificação de embaixada ou delegação, ou seu equivalente. Detém plenos poderes para representar o seu país e, em geral, para celebrar tratados entre o Estado que representa ("Estado acreditante") e o Estado que o acolhe ("Estado acreditado" ou "Estado acreditador"). O embaixador goza dos privilégios e imunidades previstos na Convenção de Viena sobre Relações Diplomáticas.
Os chefes de missão diplomática acreditados junto a organizações internacionais costumam denominar-se representantes permanentes, embora na prática também possam ser chamados de embaixadores. Os chefes de missão diplomática entre os países da Commonwealth denominam-se altos comissários e os embaixadores da Santa Sé denominam-se núncios apostólicos.
Um embaixador pode ser residente, quando reside no território do Estado acreditado, ou não residente, quando representa seu país perante mais de um Estado, residindo em um deles.
O embaixador dá início a suas funções quando entrega ao chefe do Estado acreditado as suas credenciais, um documento assinado pelo chefe do Estado acreditante que indica a classe do chefe da missão e pede que este seja reconhecido oficialmente. Entre a sua chegada ao território do Estado acreditado e a entrega das credenciais, o embaixador pode fornecer ao Ministério das Relações Exteriores ou do Exterior local as chamadas "cópias figuradas" de suas credenciais, habilitando-o em certa medida a agir oficialmente.

## Idade Média
Na Baixa Idade Média, o embaixador era alguém escolhido pelo rei e da sua máxima confiança, a quem eram dados poderes, muitas vezes plenipotenciários e enviado às cortes de outros países para representar o seu soberano em missões diplomáticas específicas. Terminada a missão, este agente retomava o seu cargo anterior. 

## Brasil

Bandeira distintivo dos embaixadores brasileiros.

No Brasil, o título de embaixador se confunde com a posição de Ministro de Primeira Classe, o cargo mais alto da carreira diplomática no país. Além de funções de representação externa, podem comandar postos consulares e exercer cargos de chefia política e administrativa no Ministério das Relações Exteriores brasileiro (Itamaraty).